# Tilapia joka
Tilapia joka är en fiskart som beskrevs av Thys van den Audenaerde, 1969. Tilapia joka ingår i släktet Tilapia och familjen Cichlidae. IUCN kategoriserar arten globalt som sårbar. Inga underarter finns listade i Catalogue of Life.